# 张泽峰
张泽峰（1972年6月—），河北蠡县人。男，汉族。1993年7月参加工作，1993年6月加入中国共产党。保定师范专科学校中文系中文专业毕业。中华人民共和国政治人物。

## 生平
1993年7月，任保定师范专科学校人事处干部。1994年10月，任保定地区教委职教科科员。1994年12月，任保定市教委职教处、教育综合改革办公室科员。1997年2月，任保定市教委团委副书记。1997年9月，任保定市教委团委书记。2000年10月，任高阳县人民政府副县长。2002年11月，任共青团保定市委书记、党组书记。2007年4月，任共青团河北省委副书记、党组成员。2012年2月，任共青团河北省委副书记、党组副书记。2013年4月，任共青团河北省委书记、党组书记。
2015年3月，任中共石家庄市委副书记。2015年10月，任中共石家庄市委副书记、市人民政府党组副书记。2016年9月，不再担任石家庄市人民政府党组副书记。2017年1月，任中共承德市委副书记。
2018年10月，任河北省体育局局长。2022年8月，调任河北省商务厅党组副书记。同年9月，获任命为省商务厅党组书记、厅长。